# Karsdorf
Karsdorf est une commune allemande de l'arrondissement du Burgenland, Land de Saxe-Anhalt.

## Géographie
Karsdorf se situe sur l'Unstrut.
La commune comprend les quartiers de Karsdorf, Wetzendorf et Wennungen.
| Nebra-sur-Unstrut |                       | Steigra |
|                   | Karsdorf              | Gleina  |
| Bad Bibra         | Laucha an der Unstrut |         |

## Histoire
Karsdorf est mentionné pour la première fois entre 881 et 899 dans un répertoire de la dîme de l'abbaye d'Hersfeld sous le nom de Coriledorpf.
Au cours de la Seconde Guerre mondiale, des femmes et hommes des pays occupés par l'Allemagne, notamment de Pologne, subissent un travail forcé dans l'usine de ciment, beaucoup meurent.

## Infrastructures
Karsdorf se trouve sur la ligne de Naumbourg à Reinsdorf. La LGV Erfurt - Leipzig franchit l'Unstrut à Karsdorf par un viaduc.

## Personnalités liées à la commune
- Paul Jaeger (1869-1963), théologien

## Source, notes et références
- (de) Cet article est partiellement ou en totalité issu de l’article de Wikipédia en allemand intitulé « Karsdorf » (voir la liste des auteurs).